# Криве озеро (Ушацькі озера)
Криве́ о́зеро — невелике озеро термокарстового походження в центральній частині Вітебської області Білорусі, на території Ушацького району. Знаходиться в басейні річки Діва, за 25 км на схід від селища Ушачі. Належить до групи Ушацьких озер. Разом із сусідніми декількома дрібними озерами утворює гідрологічний заказник, заснований 1979 року.

## Опис
Площа озера становить всього 4,5 км², але через свою вузькість озеро має довжину берега 21 км. Якщо врахувати ще й значну глибину, а це понад 31 м, то озеро, хоча і має невелику площу водного дзеркала, містить в собі 43 млн м³ води. Улоговина неправильної кривої форми, через що водойма і отримала свою назву. Складні обриси берегової лінії утворюються численними затоками, півостровами, вузькими мисами, протоками та широкими плесами.
Підняті береги висотою до 50 м та стрімкістю 40-45°, розташовані у північно-східній, південно-західній та центральній частинах улоговини, плавно знижуються на півночі та півдні в прибережних болотах. Максимальні глибини знаходяться в північному та південному плесі, які є ніби відокремленими частинами всієї водойми. У північному плесі (Горський плес, бо тут заходиться село Гори) температура придонного шару взимку завжди вище, а вміст кисню нижче, аніж у південному плесі біля села Новоселки. 20-метрові глибині характерні північно-західному та південно-західному плесі. Глибоководні западини чергуються з мілководними до 5 м протоками, яких місцеві називають усухами.
Озеро відрізняється вузькою ділянкою мілководдя, яка закінчується стрімкими схилами. Порізана улоговина, її захованість, пригнічують вітрове переміщення води та створюють специфічні умови в кожному плесі. До цього призводить і слабка проточність. Струмки, які впадають до озера із сусідніх Женно та Полозер'є мають помітну течію лише навесні та на початку літа. Струмок, що витікає на заході малопотужний та практично не впливає на коливання рівня водойми. Протоки із озер Усая та Гавриленко, а також болотного масиву на півночі, сильно заросли та заповнюються водою лише навесні. Саме тому у водному режимі значну роль відіграють атмосферні опади та підземні води. У витратах переважає випаровування.
В прибережній зоні поширений замулений пісок, а також ділянки піщано-галькового накопичення. Схил мілководдя вузький, стрімкий та вкритий запіщаненим мулом або кремнеземистим оливковим сапропелем. Велику частину дна на глибинах 10-20 м вистилають високозольні кремнеземисті сапропелі. Глибина понад 20 м займають глинисті мули. Озеро належить до водойм слабкого зарощування. Тростина та очерет на пісках утворюють смуги шириною 5-10 м. Є місця, де мілководдя повністю голі від рослинності. Внаслідок значної прозорості підводна рослинність досягає глибини 6-8 м — рдесник, елодея, роголисник, водяний мох.
Кисневий режим для риб протягом всього року задовільний. У поверхневих шарах влітку вміст кисню коливається від 95 до 99 %, а в придонному шарі — до 50 %. У водоймі водяться снеток, вугор, судак, лящ, густера, в'язь, окунь, щука, плітка.

## Басейн
Ліси та чагарники займають 17 % території та місцями підходять до самого озера. Заболочені луки та болота займають 12 %. Значну частину території басейну займає рілля, яка розкидана невеликими масивами.